# Carlo Conti
Carlo Conti (Florencia, 13 de marzo de 1961) es un presentador de televisión italiano.

## Biografía
Antes de dedicarse profesionalmente a los medios de comunicación, Carlo Conti estudió contabilidad y estuvo trabajando en un banco. Al mismo tiempo colaboraba en radios de Florencia como locutor de radiofórmula, presentó programas de televisión en la emisora local Teleregione Toscana e incluso publicó canciones de italo disco bajo el seudónimo Konty.
A partir de 1985, la radiotelevisión pública RAI contacta con él para presentar el programa musical Discoring, con apariciones puntuales en las radios del grupo. Al poco despuntaría en la conducción del programa de humor Vernice fresca, emitido en la red local Cinquestelle. Desde entonces la RAI le contrata en exclusiva y le confía la presentación de numerosos espacios entre los que destacan Big! (1989), Juegos sin fronteras (1993), Su le mani (1996), In bocca al lupo! (1998) y las galas de Miss Italia, todos ellos en Rai 1. En 2006 comenzó a presentar el concurso L'eredità, con el que se consolidó a nivel nacional, y en 2008 asumió el show de variedades I migliori anni (desde 2008). En 2016 fue nombrado director artístico de Rai Radio.
Desde 2012 ha presentado el concurso Tale e quale show (la versión italiana de Tu cara me suena), y entre 2018 y 2020 también condujo el programa La Corrida. Ha sido director artístico y presentador del Festival de la Canción de Sanremo en cuatro ediciones (2015, 2016, 2017 y 2025), así como director del festival Zecchino d'Oro de 2017.
En el plano personal, se casó en 2012 con Francesca Vaccaro, quien trabaja en la Rai como modista, y ha tenido un hijo llamado Matteo. Conti es seguidor de la A.C. Fiorentina.